# Посевкино
Посе́вкино — село в Грибановском районе Воронежской области России. Административный центр Посевкинского сельского поселения. Малая родина Героя Советского Союза И.Ф. Кованева.

## География
Находится в пределах Среднерусской возвышенности, в лесостепной зоне, в северо-восточной части Воронежской области, при региональной автодороге 20К-289 (участок в селе именуется улицей Свободы), в речной долине реки Ворона.

### Улицы
- ул. К. Маркса,
- ул. Кооперативная,
- ул. М. Горького,
- ул. Н. Крупской,
- ул. Набережная,
- ул. Октябрьская,
- ул. Проезжая,
- ул. Свободы,
- ул. Советская.

## Население
| 2010 |
| ---- |
| 143  |

## Известные уроженцы, жители
- Вышеславцев, Аркадий Сергеевич (1819—1889) — русский писатель, художник-график, кинолог, охотник, конезаводчик.
- Кованев, Иван Фёдорович (1910 — 2005) — участник Великой Отечественной войны, Герой Советского Союза.

## Инфраструктура
Личное подсобное хозяйство с зоной сельскохозяйственного использования, индивидуальная застройка усадебного типа.
Основа экономики — сельское хозяйство.

## Достопримечательности
Разрушенный покровский храм 1799 г. постройки

## Транспорт
Остановка общественного транспорта «Посевкино».